# Dream Machine
Dream Machine是由Luma Labs開發的文本轉影片模型，於2024年6月推出。它能根據使用者的提示或靜態圖片生成生成影片內容。Dream Machine 以其擬真捕捉動作的能力而受到關注，但一些評論者則指出其训练数据缺乏透明度。該程式推出後，社群媒體上的使用者紛紛製作各種網路迷因的動態版本。

## 歷史

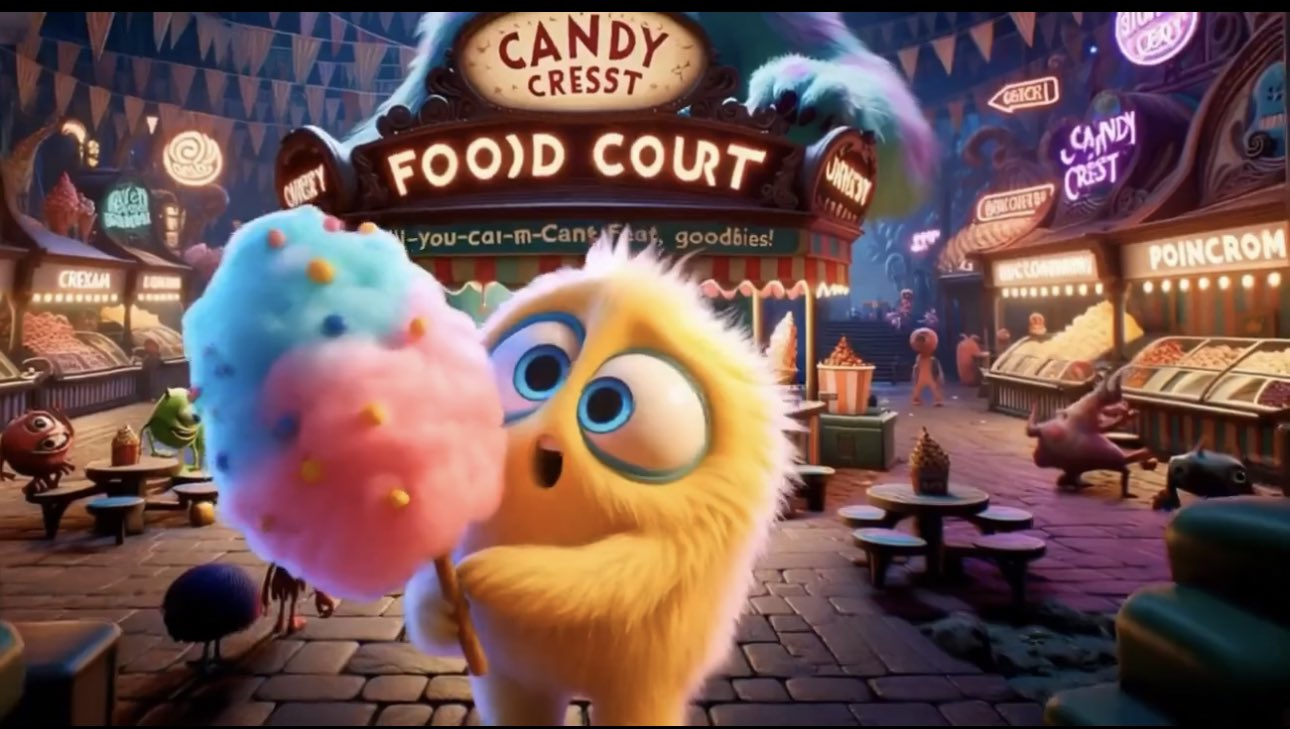
《Monster Camp》是一部由 Dream Machine 生成的電影預告片，其中一個場景的背景出現了《怪獸電力公司》的角色大眼仔

Dream Machine是由位於舊金山的生成式人工智慧公司Luma Labs開發的文本轉影片模型。該公司此前曾推出3D 模型模型生成器Genie。Dream Machine 於2024 年6月12日正式對外發布，Luma Labs在X（前Twitter）上發布消息並分享了該模型生成的影片範例。
發布後不久，社群媒體上的使用者開始上傳由Midjourney生成的圖片所轉換的影片版本，以及戴珍珠耳环的少女等藝術作品的動態重現，還有像Doge、让-吕克·皮卡尔捂脸、成功小孩和分心男友等迷因的動畫版本。 其中，一部名為《Monster Camp》的虛構動畫電影預告片被Luma Labs轉發到其X帳號。然而，該影片遭到部分使用者批評，認為其剽竊了《怪獸電力公司》的美學風格，並指出該影片中出現了該系列的角色大眼仔此外，導演Ellenor Argyropoulos上傳了一部使用Dream Machine生成的「古埃及少女」皮克斯風格動畫，該影片在網路上迅速走紅。

## 功能
截至2024年6月，使用者可透過使用Google帳戶註冊，並輸入提示文字或上傳靜態圖像，使用 Dream Machine 創建影片，這些影片長度為五秒、解析度為 1360 × 752 像素。Dream Machine 會根據自身的大型語言模型對提示進行修改。使用者每天可免費創建 10 部影片，但總共僅限免費創建 30 部影片。該程式亦提供 Standard、Pro 和 Premier 訂閱方案，分別允許使用者創建 120、400 和 2,000 部影片。Dream Machine 的官方網站指出，其影片在呈現文字和動作方面存在困難。Luma Labs 表示計劃推出一個對開發者友善的 Dream Machine API。發布後一週，Luma Labs 宣布將新增延伸影片、探索功能以及影片內編輯等功能。

## 評價
評論家在Dream Machine推出時，便紛紛將其與OpenAI所開發的文本轉影片模型Sora以及另一個文本轉影片模型Kling進行比較。 The Verge寫道，生成式AI的「看好派」粉絲很快就稱 Dream Machine為一項新穎的創新，但他也指出其訓練數據並未對公眾開放。TechRadar也指出，目前不清楚Dream Machine的訓練數據究竟是什麼，他表示這「意味著其在個人使用或提升 GIF 技巧之外的潛力可能有限」，但他也寫道，作為「更先進（且無疑更昂貴）的 AI 影片生成器的預覽」，它「無疑是一個有趣的試用工具」。在Tom's Guide上，Ryan Morrison將 Dream Machine 稱為「迄今為止最擅長遵循提示及理解動作的 AI 影片模型之一」，並認為它是「生成式 AI 影片的一個令人印象深刻的下一步」，儘管「它仍未達到所需的水平」。 Mashable則將社群媒體上流傳的Dream Machine影片形容為「詭異地感人」和「有如哈利波特般的」。

## 外部鏈接
官方网站